# Athyrium amoenum
Athyrium amoenum är en majbräkenväxtart som beskrevs av Carl Frederik Albert Christensen. Athyrium amoenum ingår i släktet Athyrium och familjen Athyriaceae. Inga underarter finns listade.